# Laufamholz (Happurger Str.)
Der statistische Distrikt Laufamholz (Happurger Str.) ist ein Teil von Laufamholz in der Östlichen Außenstadt Nürnbergs. Die Postleitzahl lautet 90482. Laufamholz (Happurger Straße) liegt etwa sechs Kilometer nordöstlich des Zentrums von Nürnberg.

## Geographie
Der statistische Distrikt 940 wird im Norden durch die Laufamholzstraße, im Osten durch die Brandstraße, im Süden durch die Bahnstrecke Nürnberg–Schwandorf und im Westen durch die unbebaute Wiesenfläche westlich der namensgebenden Happurger Straße begrenzt.
Der Distrikt Laufamholz (Happurger Str.) grenzt im Osten an den Distrikt 942 Ottensooser Str., Hammer, im Süden an den Distrikt 943 Rehhof, im Westen an den Mögeldorfer Distrikt 924 Mögeldorf (Gewerbegebiet Rehofstr.) und im Norden an den Distrikt 941 Unterbürg.

## Infrastruktur
Auch wenn der Distrikt 940 ein rein statistischer Teil von Laufamholz ist, so ist er doch der westliche Teil des historischen Ortskerns des vormals selbstständigen Ortes. Dies kann man heute noch an den Einrichtungen zur Nahversorgung entlang der Möritzbergstraße und an der Lage der Baudenkmäler an ebendieser Straße und der davon abzweigenden Winner Zeile sehr gut nachvollziehen. Auch der zentrale Platz an der Kreuzung zwischen Moritzbergstraße und Brandstraße liegt in diesem Distrikt. Um diesen, nur im Volksmund "Laufamholzer Plärrer" genannten Platz gruppieren sich auch heute noch wichtige Einrichtungen wie Schule, Apotheke, Bank und Feuerwehrhaus.
Die Verkehrsanbindung erfolgt durch die Staatsstraße 2241 (Nürnberg–Hiltpoltstein), die hier Laufamholzstraße heißt. An der Bahnstrecke Nürnberg–Schwandorf liegt der Haltepunkt Nürnberg-Rehhof, der von der S-Bahnlinie 1 (S1) Bamberg – Nürnberg Hbf – Hartmannshof bedient wird. Im Nahverkehr wird der Distrikt durch die Stadtbuslinie 40 erschlossen, die mit mehreren Haltestellen Verbindung zur Straßenbahnlinie 5 in Mögeldorf (am „Mögeldorfer Plärrer“) herstellt und als Umlandlinie auch nach Schwaig b. Nürnberg und Behringersdorf (Landkreis Nürnberger Land) führt.

## Baudenkmäler

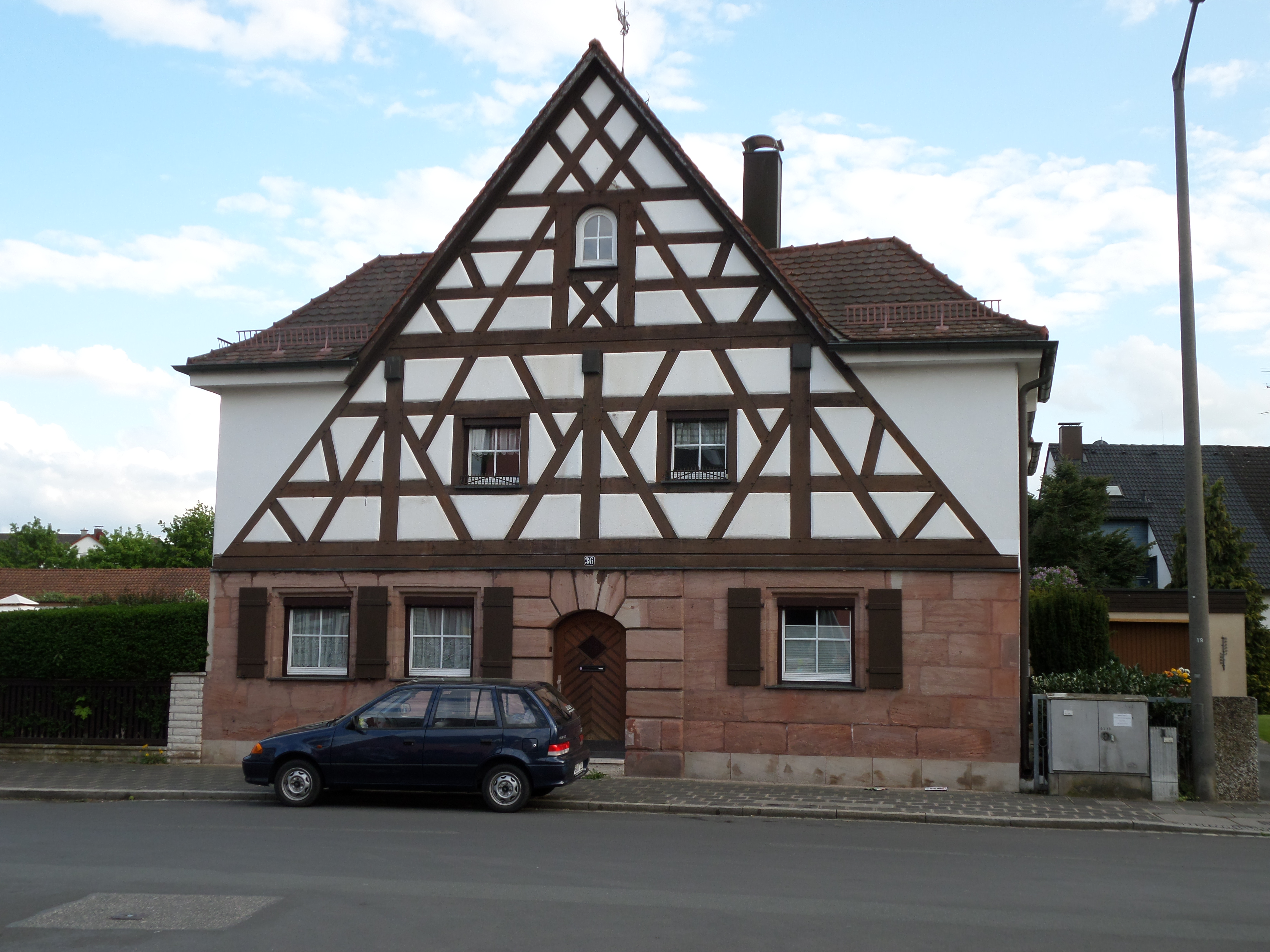
Ehemaliges Bauernhaus Moritzbergstraße 36

Die Baudenkmäler in diesem Teil von Laufamholz zeigen anschaulich die ehemals bäuerliche Dorfstruktur. Sowohl das ehemalige Bauernhaus Moritzbergstraße 36, im Kern aus dem 17. Jahrhundert, als auch das Anwesen Winner Zeile 15, ein ehemaliges Wohnstallhaus aus der gleichen Zeit, zeugen von dieser Vergangenheit.